# Sân bay Gia Nghĩa
Sân bay Gia Nghĩa (tiếng Hoa: 嘉義機場) là một sân bay ở phía nam Đài Loan, huyện Gia Nghĩa, xã Thủy Thượng, còn có tên gọi là Sân bay Thủy Thượng hay Sân bay Thủy Thượng Gia Nghĩa.

## Các hãng hàng không hoạt động
- Uni Air (Kim Môn, Mã Công)